# Mas Morgadès
El Mas Morgadès (també escrit Morgaders) és una masia de Vilanova de Sau (Osona) inclosa en l'Inventari del Patrimoni Arquitectònic Català.

## Història
Al fogatge de 1553, la parròquia de Vilanova de Sau comptava només amb onze masos entre els quals hi havia aquest mas. Fou la casa pairal del llinatge Morgadès, que al segle xvii entroncà amb els Saleta pel matrimoni celebrat el 1599 entre la pubilla Magdalena i Antic Saleta, pagès de Sant Hilari Sacalm.
Al segle xix, els Saleta-Morgadès entroncaren amb els Picó, propietaris del mas Torrents de Tavèrnoles, pel matrimoni celebrat el 1802 entre Teresa de Saleta-Morgadès i de Gomar i Josep Antoni de Picó i Bru. A Folgueroles, el mas conegut com a la Torre Morgadès pertany encara als successors d'aquest antic llinatge, mentre que el mas Morgadès s'ha venut diverses vegades després que els Picó se'n desprengueren.

## Descripció
Masia de planta rectangular coberta a dues vessants i amb el carener perpendicular a la façana, que presenta un portal dovellat. Consta de planta baixa i dos pisos. A la part esquerra del portal s'eleva una torre de planta quadrada i coberta a dues vessants. A la part dreta de la façana sobresurt un cos de galeries sostingudes per pilars de pedra als angles. Grossos cavalls de fusta sostenen la teulada. La vella torre que conserva el mas duu la data de 1588.
Hi ha un mur que, junt amb les dependències i la casa, tanca la lliça, a la qual s'accedeix per dos portals, un al costat de la torre i l'altre al cotat dels porxos. Presenta una finestra de tipus goticitzant.